# Babylon 5
Babylon 5 es una serie televisiva estadounidense de ciencia ficción creada, producida y en gran parte escrita por J. Michael Straczynski para Warner Bros. Domestic Television. El episodio piloto, The Gathering, fue emitido por primera vez el 22 de febrero de 1993 y Warner Bros. encargó la serie en mayo de 1993 como parte de la oferta del canal PTEN. La primera temporada se estrenó en EE. UU. el 26 de enero de 1994, se inició la emisión de la primera temporada, y la serie estuvo en el aire las cinco temporadas planeadas por su creador, con un coste total de 90 millones de dólares por los 110 episodios. El último de los capítulos de la serie se emitió el 25 de noviembre de 1998. 
A diferencia de la mayoría de series de televisión estadounidenses de la época, Babylon 5 fue concebida como una "novela para televisión", con un principio, nudo y desenlace preplaneados; convirtiéndose cada episodio en un "capítulo" de la "novela". La serie forma así un todo coherente a lo largo de 5 temporadas de 22 episodios cada una, con novelas, cómics e historias cortas desarrolladas en paralelo para complementar la historia principal. Babylon 5 es un ejemplo temprano de serie que usaba arcos argumentales a lo largo de múltiples episodios o temporadas con los personajes y las situaciones en constante evolución, algo que sería común más adelante, cuando la televisión de la época tendía a presentar tramas que se limitaban al episodio presente manteniendo el statu quo inalterado.
Desde su finalización se han producido diversas películas y una serie llamada Crusade, que fue cancelada, y que consta de trece episodios.
La música de la serie y de las películas fue compuesta por Christopher Franke.

## Argumento
Todo empieza en 2257 en la estación espacial Babylon 5, construida por iniciativa humana tras una serie de guerras entre las diferentes especies a modo de punto neutral para el comercio y la diplomacia galácticos con el propósito de evitar guerras futuras. La serie está protagonizada por el personal humano responsable de esa estación y los diplomáticos alienígenas destinados a ella. Pueden verse personajes de muchas razas alienígenas pasando por la estación, aunque la mayoría de episodios se centran en una docena de razas "principales". 
Las tramas principales de la serie, que se extiende a lo largo de 5 años, incluyen la participación de los personajes en un conflicto milenario entre una razas antiguas y poderosas que han estado presentes en la galaxia mucho antes que otras jóvenes como los humanos, guerras galácticas y sus consecuencias, conspiraciones y rebeliones internas en los gobiernos de algunas razas, incluidos los humanos intentando impedir que la Tierra descienda al totalitarismo. Las tramas suelen centrarse en el efecto que los grandes acontecimientos tienen en los personajes individuales, y trata temas como la evolución personal, la pérdida, la corrupción o la redención.

## Reparto
| Actor                                               | Personaje            | Temporadas | Temporadas | Temporadas | Temporadas | Temporadas | Temporadas |
| Actor                                               | Personaje            | piloto     | 1          | 2          | 3          | 4          | 5          |
| --------------------------------------------------- | -------------------- | ---------- | ---------- | ---------- | ---------- | ---------- | ---------- |
| Michael O'Hare                                      | Jeffrey Sinclair     | Principal  | Principal  | Invitado   | Invitado   |            |            |
| Bruce Boxleitner                                    | John Sheridan        |            |            | Principal  | Principal  | Principal  | Principal  |
| Claudia Christian                                   | Susan Ivanova        |            | Principal  | Principal  | Principal  | Principal  |            |
| Jerry Doyle                                         | Michael Garibaldi    | Principal  | Principal  | Principal  | Principal  | Principal  | Principal  |
| Mira Furlan                                         | Delenn               | Principal  | Principal  | Principal  | Principal  | Principal  | Principal  |
| Andreas Katsulas                                    | G'Kar                | Principal  | Principal  | Principal  | Principal  | Principal  | Principal  |
| Peter Jurasik                                       | Londo Mollari        | Principal  | Principal  | Principal  | Principal  | Principal  | Principal  |
| Tamlyn Tomita                                       | Laurel Takashima     | Principal  |            |            |            |            |            |
| Johnny Sekka                                        | Dr. Benjamin Kyle    | Principal  |            |            |            |            |            |
| Blaire Baron                                        | Carolyn Sykes        | Principal  |            |            |            |            |            |
| Patricia Tallman                                    | Lyta Alexander       | Principal  |            | Recurrente | Recurrente | Principal  | Principal  |
| Richard Biggs                                       | Dr. Stephen Franklin |            | Principal  | Principal  | Principal  | Principal  | Principal  |
| Stephen Furst                                       | Vir Cotto            |            | Principal  | Principal  | Principal  | Principal  | Principal  |
| Bill Mumy                                           | Lennier              |            | Principal  | Principal  | Principal  | Principal  | Principal  |
| Andrea Thompson                                     | Talia Winters        |            | Principal  | Principal  |            |            |            |
| Julie Caitlin Brown                                 | Na'Toth              |            | Principal  |            |            |            | Invitado   |
| Mary Kay Adams                                      | Na'Toth              |            |            | Principal  |            |            |            |
| Robert Russler                                      | Warren Keffer        |            |            | Principal  |            |            |            |
| Jeff Conaway                                        | Zach Allan           |            |            | Recurrente | Principal  | Principal  | Principal  |
| Jason Carter                                        | Marcus Cole          |            |            |            | Principal  | Principal  |            |
| Tracy Scoggins                                      | Elizabeth Lochley    |            |            |            |            |            | Principal  |
| Joshua Cox                                          | Corwin               |            | Recurrente | Recurrente | Recurrente | Recurrente | Recurrente |
| Ed Wasser                                           | Morden               |            | Recurrente | Recurrente | Recurrente | Recurrente | Recurrente |
| Walter Koenig                                       | Alfred Bester        |            | Recurrente | Recurrente | Recurrente | Recurrente | Recurrente |
| Jeffrey Willerth (voz) Ardwight Chamberlain (traje) | Kosh/Ulkesh          | Recurrente | Recurrente | Recurrente | Recurrente | Recurrente |            |
| Julia Nickson                                       | Catherine Sakai      |            | Recurrente |            |            |            |            |
| John Vickery                                        | Neroon               |            | Invitado   | Invitado   | Recurrente | Recurrente |            |
| Jennifer Balgobin                                   | Dr. Hobbs            |            |            |            | Recurrente | Recurrente | Recurrente |
| William Forward                                     | Lord Antono Refa     |            |            | Recurrente | Recurrente |            |            |
| Damian London                                       | Milo Virini          |            | Invitado   |            | Invitado   | Recurrente | Recurrente |
| Wortham Krimmer                                     | Emperador Cartagia   |            |            |            |            | Recurrente |            |
| Marjorie Monaghan                                   | Número 1             |            |            |            |            | Recurrente | Recurrente |
| Robin Atkins Downes                                 | Byron                |            |            |            |            |            | Recurrente |
| Beata Poźniak                                       | Susanna Luchenko     |            |            |            |            | Recurrente |            |

## Material audiovisual

### Episodio piloto:The Gathering
El 22 de febrero de 1993 se estrenó Babylon 5: The Gathering, el episodio piloto con el planteamiento básico de lo que será la serie: una estación espacial neutral en la que los pueblos de la galaxia puedan arreglar sus diferencias.
A lo largo del episodio se irán presentando también los personajes principales, si bien en la serie se producirán modificaciones, no solo en el reparto, sino en la misma esencia de los personajes.

### Episodios
- Temporada 1: Signos y presagios
- Temporada 2: La llegada de las sombras
- Temporada 3: Punto sin retorno
- Temporada 4: Ni rendición, ni retirada
- Temporada 5: La rueda de fuego

### Películas
- Babylon 5: The Gathering (El encuentro)
- In the Beginning (Al principio)
- Thirdspace (Tercerespacio)
- El río de las almas
- A Call to Arms (Llamada a las armas)
- La leyenda de los Rangers: Vivir y morir a la luz de las estrellas
- Los relatos perdidos: Voces en la oscuridad
- El camino a casa (The road home) 2023

### Los relatos perdidos
Los relatos perdidos (The Lost Tales) pretende ser una serie antológica de relatos centrados en un personaje concreto del reparto y ambientados en distintos momentos de la historia del universo de Babylon 5. Se rescatarán así historias, personajes y conceptos que Straczynski reencontró entre sus notas originales al preparar la comercialización de los guiones, y que por uno u otro motivo no llegaron a usarse durante la serie.
Estos nuevos episodios se editarán directamente en DVD, posiblemente agrupándolos "temáticamente" en cada lanzamiento (alienígenas, telépatas, mandos, etc.) y han sido varios los actores que han mostrado ya su interés por participar. De momento hay una primera entrega cuyas ventas han sido satisfactorias para el estudio, y se espera que se empiece a trabajar en una segunda cuando termine la huelga de guionistas.)

#### Voces en la oscuridad
Ambientada en 2271, cuenta con dos historias: Por un lado tenemos el viaje de Sheridan a Babylon 5 para asistir a las celebraciones del 10.º aniversario de la fundación de la Alianza. Por otro, en la estación, la Coronel Lochley se encuentra de cara con una situación de tintes sobrenaturales. Galen, el tecnomago de Crusade, tiene también un papel destacado. El plan original era tener un tercer segmento protagonizado por Garibaldi y ambientada parcialmente en Marte. Al final se decidió concentrar los recursos en los dos primeros, pero podrá verse en un futuro volumen de la antología. Estas historias tienen lugar simultáneamente y, aunque pueden verse de forma independiente, están conectadas formando un conjunto mayor. Entre los nuevos personajes están una reportera de la ISN (Teryl Rothery) y el príncipe regente Dius Vintari, de los Centauri.

### Orden de visionado
Es recomendable ver el material audiovisual en el siguiente orden:
1. El encuentro (The Gathering)
2. Temporada 1
3. Temporada 2
4. Temporada 3
5. Temporada 4 hasta el episodio "La ilusión de la verdad" inclusive[7]
6. Tercerespacio (Thirdspace)
7. Resto de la temporada 4
8. Al principio (In the beginning)
9. Temporada 5 hasta el episodio "Objects at Rest"
10. Río de almas (The river of souls)
11. El viaje a casa (The Road Home.) Año: 2263
12. La leyenda de los Rangers
13. Llamada a las armas (A call to arms)
14. Serie Crusade
15. Relatos perdidos
16. Episodio final (5x22): "Sleeping in light"

## Novelas e historias cortas
Existen 9 novelas sueltas de Babylon 5, publicadas por la editorial Dell, de las cuales únicamente las número 7 y la 9 están consideradas canónicas, parte de la verdadera historia del universo Babylon 5. 

### Editorial Dell
1. Voices de John Vornholt (1995, ISBN 0-440-22057-2)
2. Accusations de Lois Tilton (1995, ISBN 0-440-22058-0)
3. Blood Oath de John Vornholt (1995, ISBN 0-440-22059-9)
4. Clark's Law de Jim Mortimore (1996, ISBN 0-440-22229-X)
5. The Touch Of Your Shadow, The Whisper Of Your Name de Neal Barrett, Jr. (1996, ISBN 0-440-22230-3)
6. Betrayals de S.M. Stirling (1996, ISBN 0-440-22234-6)
7. The Shadow Within de Jeanne Cavelos (1997, ISBN 0-440-22348-2; 2001 edition: ISBN 0-345-45218-6)
8. Personal Agendas de Al Sarrantonio (1997, ISBN 0-440-22351-2)
9. To Dream In The City Of Sorrows de Kathryn M. Drennan (1997, ISBN 0-440-22354-7; 2003 edition: ISBN 0-345-45219-4)

### Editorial Del Rey
Posteriormente, la editorial Del Rey publicó 3 trilogías que también forman parte de ese canon y reeditó las 2 novelas canónicas de Dell.

#### Trilogía Telépata
1. Dark Genesis: The Birth Of The Psi Corps
2. Deadly Relations: Bester Ascendant
3. Final Reckoning: The Fate Of Bester

#### Trilogía Centauri
1. Legions Of Fire I : The Long Night Of Centauri Prime
2. Legions Of Fire II: Armies Of Light And Dark
3. Legions Of Fire III: Out Of The Darkness

#### Trilogía de los Tecnomagos
1. The Passing Of The Technomages I: Casting Shadows
2. The Passing Of The Technomages II: Summoning Light
3. The Passing Of The Technomages III: Invoking Darkness

### Historias cortas
Se han publicado varias historias cortas de diversos autores en diferentes revistas. Todas estas historias están aprobadas por Straczynski y consideradas parte del canon.
- "The Shadow of His Thoughts", de J. Michael Straczynski (Revista Amazing Stories, Verano 1999)
- "Genius Loci", de J. Michael Straczynski (Revista Amazing Stories, Invierno 2000)
- "Space, Time, and the Incurable Romantic", de J. Michael Straczynski (Revista Amazing Stories, Verano 2000)
- "Hidden Agendas", de J. Michael Straczynski (The Official Babylon 5 Magazine, mayo de 2000)
- "True Seeker", de Fiona Avery (The Official Babylon 5 Magazine, julio de 2000)
- "The Nautilus Coil", de J. Gregory Keyes (The Official Babylon 5 Magazine, agosto de 2000)

### Otros
A mayores de las novelas, existen una serie de manuales descriptivos de facciones y razas editados tanto para la primera como la segunda edición del juego de rol correspondiente a Babylon 5, así como un Manual de Seguridad con información sobre la estación y un libro de recetas de cocina alienígena.

## Cronología
Breve cronología de las historias canónicas publicadas en diferentes formatos.

## Razas Babylon 5
- Humanos (Babylon 5)
- Centauri: Son también una raza antigua, si bien en decadencia. Su imperio dominó a los narn, siendo este el origen de la enemistad entre ambas razas. El representante de los centauri en Babylon 5 es Londo Mollari.
- Minbari: Seres antiguos y sabios, bondadosos aunque algunos de ellos desprecian a las otras razas por considerarlas primitivas. Su representante en Babylon 5 es la embajadora Delenn.
- Narn: Seres de aspecto semejante a los reptiles. Son una raza guerrera con una perpetua enemistad con los centauri. El representante de los narn en Babylon 5 es G'Kar.
- Vorlon: Seres extraños, muy, muy antiguos. Apenas se relacionan con el resto de los habitantes ya que son muy superiores en todos los aspectos. Su representante en Babylon 5 es Kosh.
- Liga de Mundos No Alineados:
  - Abbai
  - Brakiri
  - Drazi
  - Gaim
  - Markab (Babylon 5)
  - Pak'ma'ra
  - Vree
- Dilgar
- Sombras (Babylon 5)
- Drakh
- Streib
- Tecnomagos

## Babylon 5 en países de habla hispana

### Doblaje

#### España
| Actor             | Personaje         | Doblador               | Episodios                       |
| ----------------- | ----------------- | ---------------------- | ------------------------------- |
| Bruce Boxleitner  | John J. Sheridan  | Fernando de Luis       | Serie Relatos perdidos          |
| Michael O'Hare    | Jeffrey Sinclair  | Juan Antonio Gálvez    | The Gathering Serie             |
| Claudia Christian | Susan Ivanova     | Pepa Castro            | Serie                           |
| Jerry Doyle       | Michael Garibaldi | Luis Porcar            | The Gathering Serie             |
| Jerry Doyle       | Michael Garibaldi | Víctor Agramunt        | El Río de las Almas             |
| Mira Furlan       | Delenn            | Mari Luz Olier         | The Gathering Serie             |
| Andreas Katsulas  | G'Kar             | Claudio Rodríguez      | The Gathering Serie             |
| Peter Jurasik     | Londo Mollari     | Chema Lara             | The Gathering                   |
| Peter Jurasik     | Londo Mollari     | Juan Perucho           | The Gathering (redoblaje) Serie |
| Richard Biggs     | Richard Franklin  | Salvador Aldeguer      | Serie                           |
| Richard Biggs     | Richard Franklin  | Paco Vaquero           | El río de las almas             |
| Bill Mumy         | Lennier           | Alberto Closas, Jr.    | Serie                           |
| Stephen Furst     | Vir Cotto         | Jesús Rodríguez (Rolo) | Serie                           |
| Patricia Tallman  | Lyta Alexander    | Paloma Escola          | The Gathering                   |
| Andrea Thompson   | Talia Winters     | Paloma Escola          | Serie                           |
| Jeff Conaway      | Zack Allan        | Eduardo Bosch          | Serie                           |
| Jeff Conaway      | Zack Allan        | Juan Antonio Gálvez    | El Río de las Almas             |
| Jason Carter      | Marcus Cole       | Luis Bajo              | Serie                           |
| Tracy Scoggins    | Elizabeth Lochley | Olga Cano              | Serie Relatos perdidos          |
| Tracy Scoggins    | Elizabeth Lochley | Mayte Tajadura         | El Río de las Almas             |
| Joshua Cox        | Corwin            | Iñaki Crespo           | El Río de las Almas             |
| Jeffrey Willerth  | Kosh              | José Ángel Juanes      | Serie                           |
| Tamlyn Tomita     | Laurel Takashima  | Gádor Martín           | The Gathering                   |
| Blaire Baron      | Carolyn Sykes     | Ana Ángeles García     | The Gathering                   |
| Johnny Sekka      | Benjamin Kyle     | Carlos Kaniowsky       | The Gathering                   |
| Peter Woodward    | Galen             | Rafael Azcarraga       | Relatos perdidos                |

| Actor             | Personaje         | Doblador          |
| ----------------- | ----------------- | ----------------- |
| Bruce Boxleitner  | John J. Sheridan  | Salvador Vives    |
| Michael O'Hare    | Jeffrey Sinclair  | Pep Torrents      |
| Claudia Christian | Susan Ivanova     | Teresa Manresa    |
| Andreas Katsulas  | G'Kar             | Jordi Vilaseca    |
| Mira Furlan       | Delenn            | Lourdes López     |
| Peter Jurasik     | Londo Mollari     | Josep María Ullod |
| Stephen Furst     | Vir Cotto         | Mark Ullod        |
| Jerry Doyle       | Michael Garibaldi | Antoni Forteza    |
| Jennifer Balgobin | Dra. Lilian Hobbs | Alicia Laorden    |
| Diana Morgan      | Alison Higgins    | Alicia Laorden    |

#### Hispanoamérica
| Actor original   | Personaje            | Actor de doblaje     |
| ---------------- | -------------------- | -------------------- |
| Bruce Boxleitner | John Sheridan        | Pedro D'Aguillón Jr. |
| Jerry Doyle      | Michael Garibaldi    | Maynardo Zavala      |
| Mira Furlan      | Delenn               | Liza Willert         |
| Richard Biggs    | Dr. Stephen Franklin | Mario Castañeda      |

### Emisión de la serie

#### España
TVE 1 inició su emisión el 27 de junio de 1996. Al principio, la emisión tuvo muchos cambios de horario hasta que finalmente se estableció a las 7:00 de la mañana. TVE1 solo llegó a emitir hasta la segunda temporada.

Posteriormente, La2 (TVE 2) emitió en horario de tarde, 19:00, hasta la tercera temporada. Con bastantes irregularidades en la emisión para ofrecer las correspondientes desconexiones regionales.
A finales de 1998, paralelamente a la emisión de la tercera temporada por parte de TVE 2, la cadena AXN empezó a emitir la serie desde el principio llegando hasta la cuarta temporada. Reemitió la serie varias veces, pero solo hasta la cuarta temporada.
Finalmente y tras la aparición de un nuevo canal por satélite dedicado a la ciencia ficción, el SciFi Channel, se emitieron las 5 temporadas completas en castellano. 
En Cataluña, el canal K3/33 emitió la serie completa (temporadas 1 a 5) dos veces seguidas a razón de un episodio diario de lunes a viernes.

#### Hispanoamérica
En México se emitió por el canal 9 de Televisa.
En Costa Rica, se pudo ver por Teletica.

### Ediciones en DVD

#### España
Warner Bros hasta la fecha, solo ha sacado el siguiente material en DVD:
- Películas:
  - El Encuentro (The Gathering). Editado en un DVD individual en 2004.
  - El Río de las Almas (The River of Souls).  Editado en un DVD individual (la portada es la correspondiente al pack de 5 películas estadounidense) distribuido en España en 2005.
- Serie:
  - Primera temporada: "Signos y presagios" (Signs & Portents) Editado en un Pack con 6 DVD con los capítulos del 1 al 22, distribuido en España en 2005, con el audio del episodio 9 defectuoso.
- Relatos perdidos: Voces en la oscuridad (2007).

## Premios
- 1993: Emmy Efectos Especiales Visuales.
- 1994: Emmy Maquillaje.
- 1994: Space Frontier Foundation a la "Mejor visión del futuro", otorgado por la National Association of Space Scientists, Astronauts and Engineers.
- 1996: Premio SF Chronicle a mejor representación dramática por el episodio Coming of shadows
- 1996: Hugo a la "mejor presentación dramática" de la Convención Mundial de Ciencia Ficción de Arnheim, por el episodio "The Coming of Shadows".
- 1997: Hugo a la "mejor presentación dramática" de la Convención Mundial de Ciencia Ficción de San Antonio (Texas), por el episodio "Severed Dreams". "E Pluribus Unum" de la American Cinema Foundation, por su tratamiento positivo de los valores morales.
- 1998: Premio Saturn a mejor serie de televisión por cable.
- 1999: Premio Nébula al mejor guion (Premio Bradbury).